# Cal Sumoi
Cal Sumoi és un mas d'Aiguaviva al municipi del Montmell, Baix Penedès, situat al paratge de les Ventoses, al pas de la carretera TP-2442 (km 8) a 3,3 km d'Aiguaviva i a 5 km del Pla de Manlleu, a una altitud de 570 m. El lloc és un reducte de vinyes en una zona muntanyenca a la part més alta d'una branca de la serra del Montmell que es despenja cap al sud entre el torrent de Sant Marc (oest) i el fondal de les Ventoses (est).
El 1989 figurava com una unitat de població i actualment (2023) és un nucli de l'entitat singular d'Aiguaviva. Al mas hi ha dues edificacions principals: Cal Sumoi de Baix o masia de Can Sumoi, amb dues estances annexes i cal Sumoi de Dalt, edificació més moderna anomenada popularment "cal Guardia" de cal Sumoi.
El topònim "cal Sumoi" és probablement un renom de persona (antropònim) a partir del nom comú sumoll (varietat de raïm) anomenat vulgarment "sumoi" en aquestes contrades penedesenques. Hi ha masos amb el mateix nom a Pacs del Penedès, la Bisbal de Penedès i Castellví de la Marca.